# Las ocho regiones naturales del Perú

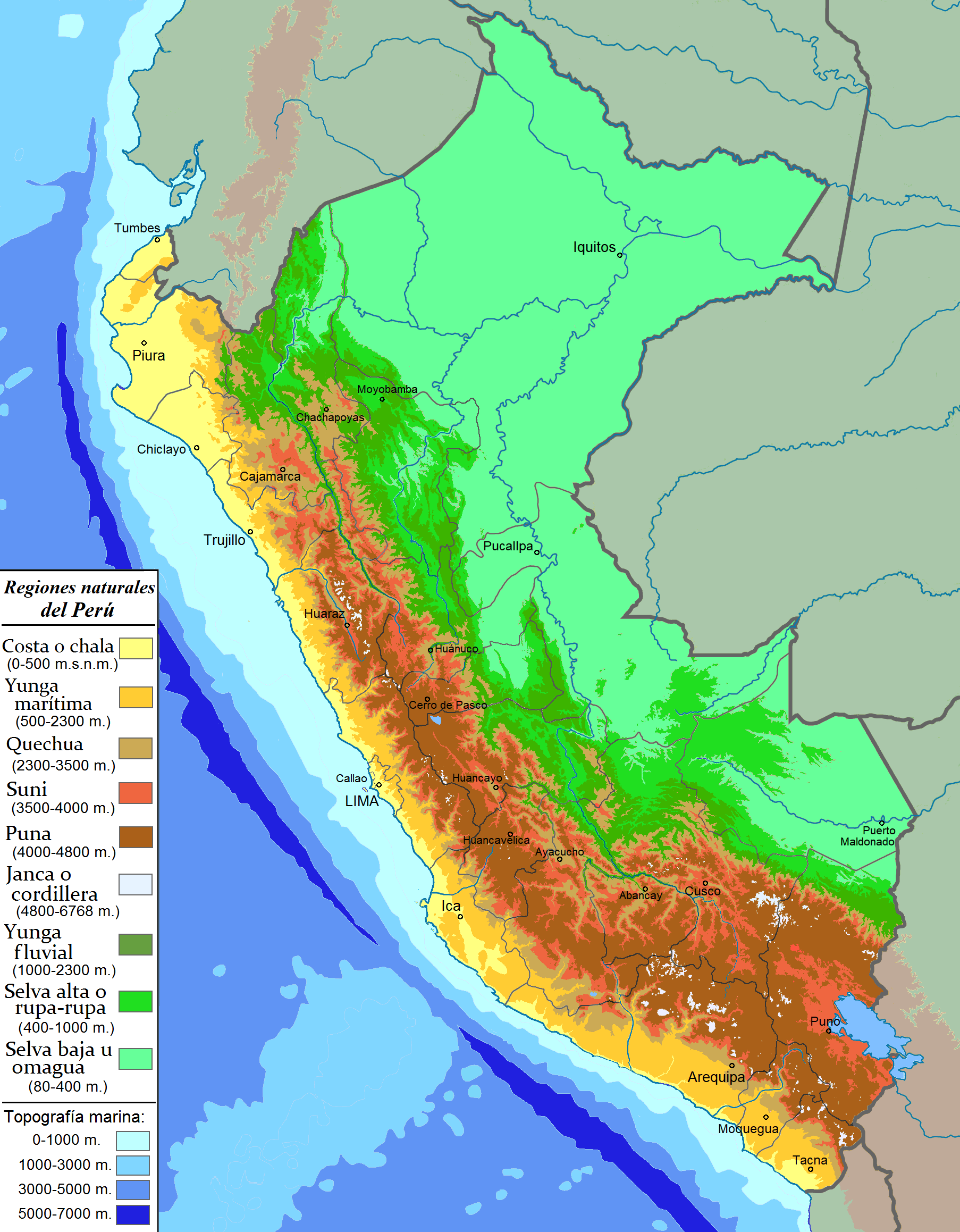
Regiones naturales del Perú de acuerdo con los parámetros de Javier Pulgar Vidal.

Las ocho regiones naturales del Perú es una tesis del geógrafo peruano Javier Pulgar Vidal formulada en 1938, que busca hacer una división sistemática del Perú en regiones naturales según las características del relieve principalmente, pisos altitudinales, datos del clima, flora y fauna.
Así como también, se baso en nociones geográficas de las antiguas culturas de los Andes, que pasaron a entrar en desuso luego de la llegada de los españoles, debido a que estos impusieron su toponimia geográfica, limitando a las regiones en solo tres: Costa, sierra y selva.

## Antecedentes
Los antiguos habitantes de los Andes ya poseían un conocimiento geográfico importante sobre el suelo que habitaban. Este conocimiento fue gracias a la interacción con su medio de producción. Así, llegaron a identificar diversos pisos ecológicos a los cuales les dieron distintos nombres.
Con la llegada de los españoles al territorio americano, a la división hecha por los antiguos pobladores andinos se impuso una nueva en la que se dividía el territorio peruano en tres grandes regiones: los llanos (costa), la sierra y la montaña (selva), sin embargo los quechuahablantes siempre han hablado y siguen hablando de hanka (hirka) o rit'i urqu, hallqa (púna), qechwa, yunka, chala, hatun-qucha (patsa mayu), rupa rupa, etc.
En las primeras décadas del siglo XX, se volvió a plantear la existencia de diversas regiones altitudinales al interior del Perú, criticando la división simplista dada por los conquistadores españoles. Posteriormente, gracias al esfuerzo de diferentes estudiosos nacionales y extranjeros como Pedro Paulet, José de la Riva Agüero, entre otros, se fueron acumulando estudios geográficos modernos sobre el territorio peruano. Estos estudios serían sintetizados y expuestos años más tarde en la tesis sobre las Ocho Regiones Naturales del Perú (1943) postulada por el Dr. Javier Pulgar Vidal, geógrafo y estudioso de los recursos naturales del Perú, pero solo basado en una visión de Huánuco, Pasco y Ayacucho.

## Costa o Chala

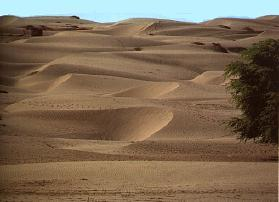
Dunas del desierto de Sechura.

- Definición: Región que se extiende a lo largo del litoral peruano. Se ubica entre los 0 y 500 m s. n. m.[metros sobre el nivel del mar]

- Toponimia: significa tierra seca y arenosa[3]

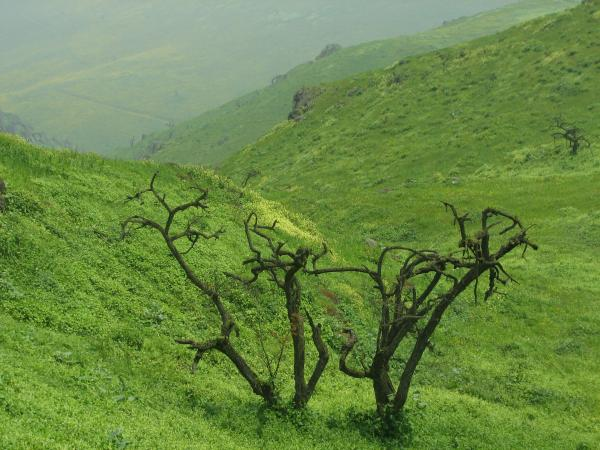
Lomas de Lachay

- Clima: La luz solar es alta entre los meses de diciembre a mayo, en comparación al resto de los meses que presentan una escasez de luz solar.[3] En la costa norte es clima tropical seco con presencia de lluvias y subtropical árido en la costa centro y sur. Su temperatura ronda los 21 °C, menos a la que le corresponde por latitud, esto se debe a la influencia de la corriente peruana y principalmente del afloramiento de aguas profundas que genera una fuerte inversión térmica a partir de los 850 m s. n. m. y a la gran altura de la cordillera Occidental, fenómenos que se suman a una presión atmosférica casi constante.
- Relieve: Se desarrolla desde el litoral marino hasta los 500 metros de altitud.[3] Generalmente es plano y ondulado, con partes montañosas, especialmente en la costa sur. Presenta pampas, dunas, lomas, tablazos; en un desierto arenoso interrumpido por ríos estacionales en cuyos valles se levantan las principales ciudades del Perú.
- Sectores:
  1. Chala Septentrional: Abarca la costa de Tumbes, Piura y Lambayeque.
  2. Chala Central: Abarca la costa de los departamentos La Libertad, Áncash, Lima e Ica.
  3. Chala Meridional: Comprende la zona costera de los departamentos de Arequipa, Moquegua y Tacna.
- Flora: En la vegetación del litoral marino, son pocas las especies que resisten o prefieren estos suelos siendo denominadas como halófilas.[3] En las lomas, a causa de su cercanía al mar, por su altitud y presencia de neblina tiene como característica poseer una diversa vegetación, siendo así un fenómeno que se origina entre los fines de mayo hasta octubre.[3] En los arenales que cuentan con capa freática, crece el algarrobo, un árbol común en toda la costa peruana. De allí se pueden distinguir la caña brava, el carrizo (originario de España), grama salada, olivo, vid y manglares; como los más importantes, también la yuca y la caña de azúcar.Huerequeque, alcaraván peruano o chorlo cabezón (Burhinus superciliaris)

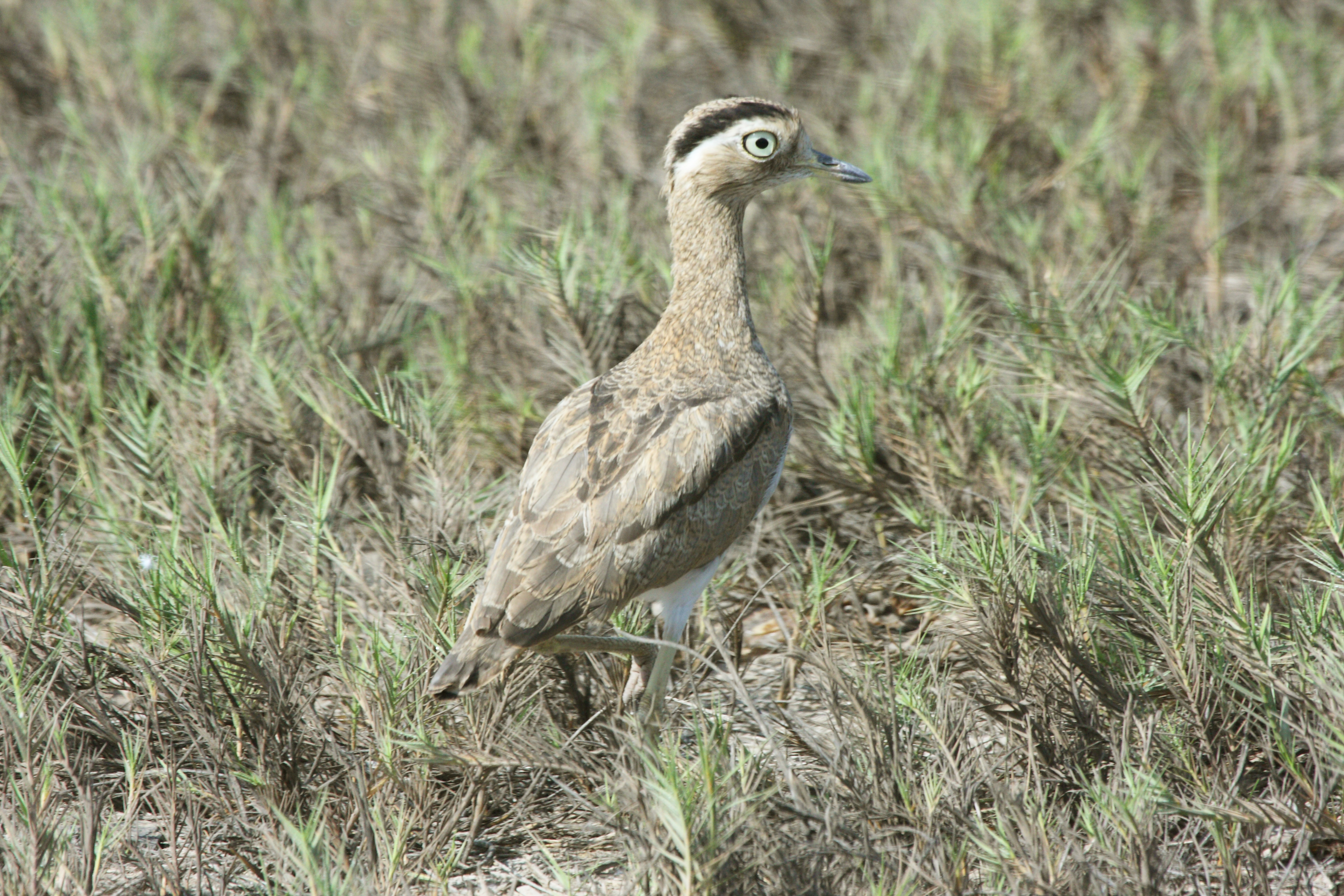
Huerequeque, alcaraván peruano o chorlo cabezón (Burhinus superciliaris)

- Fauna: La fauna que posee esta región se concentra mayormente en las lomas como, por ejemplo, en las lomas de Lachay que presenta en promedio unas 60 especies de aves siendo las más conocidas el picaflor, las lechuzas y los pericos.[3] Asimismo es muy variada entre peces, mamíferos marinos, crustáceos. Son comunes la anchoveta, mero, sardina, caballa, bonito, lisa, camarones, cangrejos, concha negra, calamar, pulpo, choro (mejillón), concha de abanico, caracol, etc. Podemos encontrar algunas aves como al huerequeque, que posee huevos del color de la arena y cuando los coloca en ella ningún otro animal los puede distinguir, además en el litoral tenemos a las aves marinas guanay, que contribuye a la agricultura debido al abono (guano), así como también hay pelícanos.
- Dato: Debido a la inclinación del litoral marino en dirección noroeste las orillas marinas de la zona norte se encuentran más alejadas de las cumbres andinas; y en la zona sur, las cumbres están más próximas al mar, por ello podemos encontrar el mayor ancho de costa en el norte (Piura con más de 200 km) en comparación del sur (Moquegua, Arequipa, Tacna con menos de 40 km).
- Actividades: Lo que podemos saber es que la costa o chala son muy variados sus Actividades culturales es decir, la Ganadería , Pesca , etc.
- Ciudades: Entre sus principales ciudades se encuentran de mayor a menor Chiclayo, Piura, Sullana, Paita, Talara, Tumbes, Chulucanas y Sechura en la parte septentrional, en la parte central se edifican las ciudades de Lima, Callao, Trujillo, Huanchaco, Chimbote, Paracas, Chincha y Huacho, de las más importantes del país, siendo Lima la capital y ciudad más importante, por último, en la zona meridional están las ciudades de Ilo y Camaná.

## Yunga o quebrada
- Definición:
  1. Yunga marítima : de 500 a 2300 m s. n. m. y ubicada en la parte baja del flanco occidental de los Andes.
  2. Yunga fluvial : de 1000 a 2300 m s. n. m.[4] ubicada en la parte oriental del Perú.Distrito Santa Eulalia (Huarochirí), ubicado a 1,036 m s. n. m.

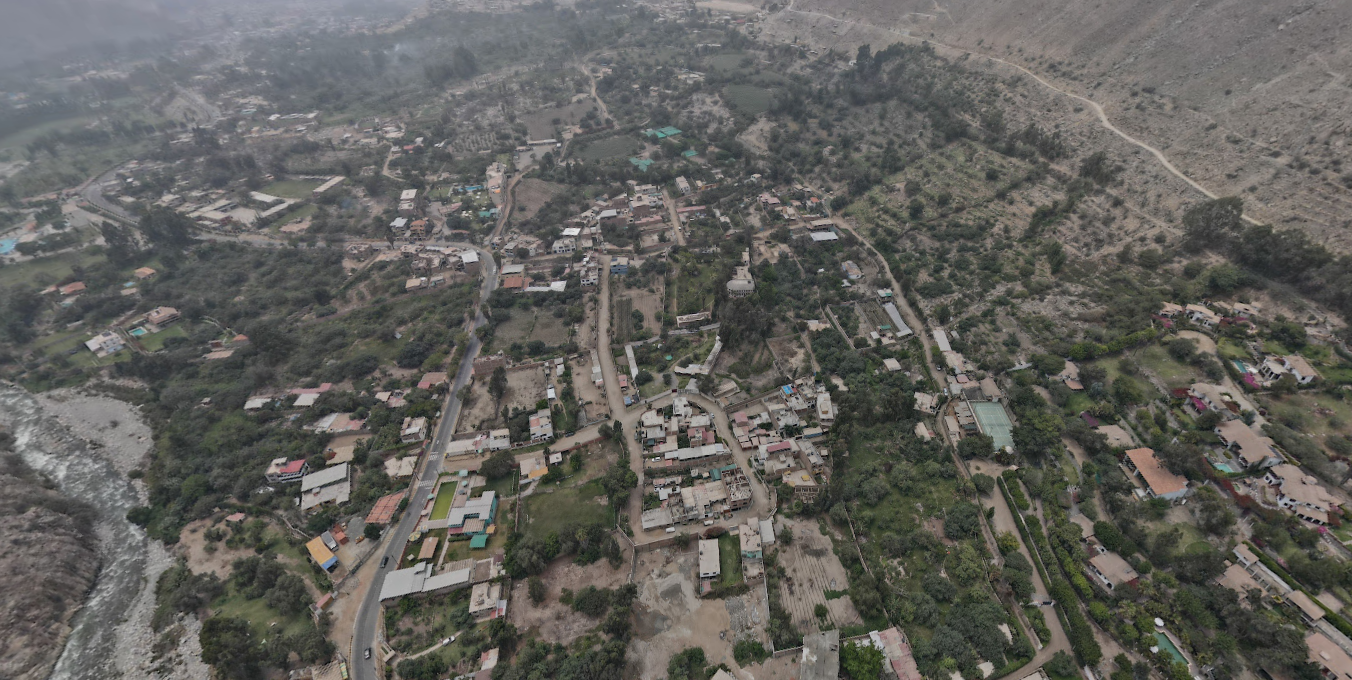
Distrito Santa Eulalia (Huarochirí), ubicado a 1,036 m s. n. m.

- Toponimia: Yunga (en quechua: yunka ‘valle cálido’) era, durante la época incaica, referencia a los valles del norte y centro de la costa peruana, valles cálidos, fértiles como oasis del desierto peruano, cuyo habitante se llamaba yunkachu y era fruticultor de frutas nativas como chirimoya, lúcuma, guayaba y palta. Los quechuas llamaban colectivamente idioma yunka a la lengua que hablaban estos pobladores para referirse en realidad a los idiomas mochica, sechura o al chimú.
- Relieve: Generalmente montañoso y complejo. Se observan valles estrechos y profundos, y también empinados contrafuertes andinos.
  1. Relieve de Yunga marítima: Comprende valles estrechos y profundos, así como quebradas.
  2. Relieve de Yunga fluvial: Se ubican quebradas y valles alargados e interrumpidos por cañones.
- Actividades: Agrícolas y ganaderas, incluida la ocupación humana.Molle (Schinus molle)

- Clima:

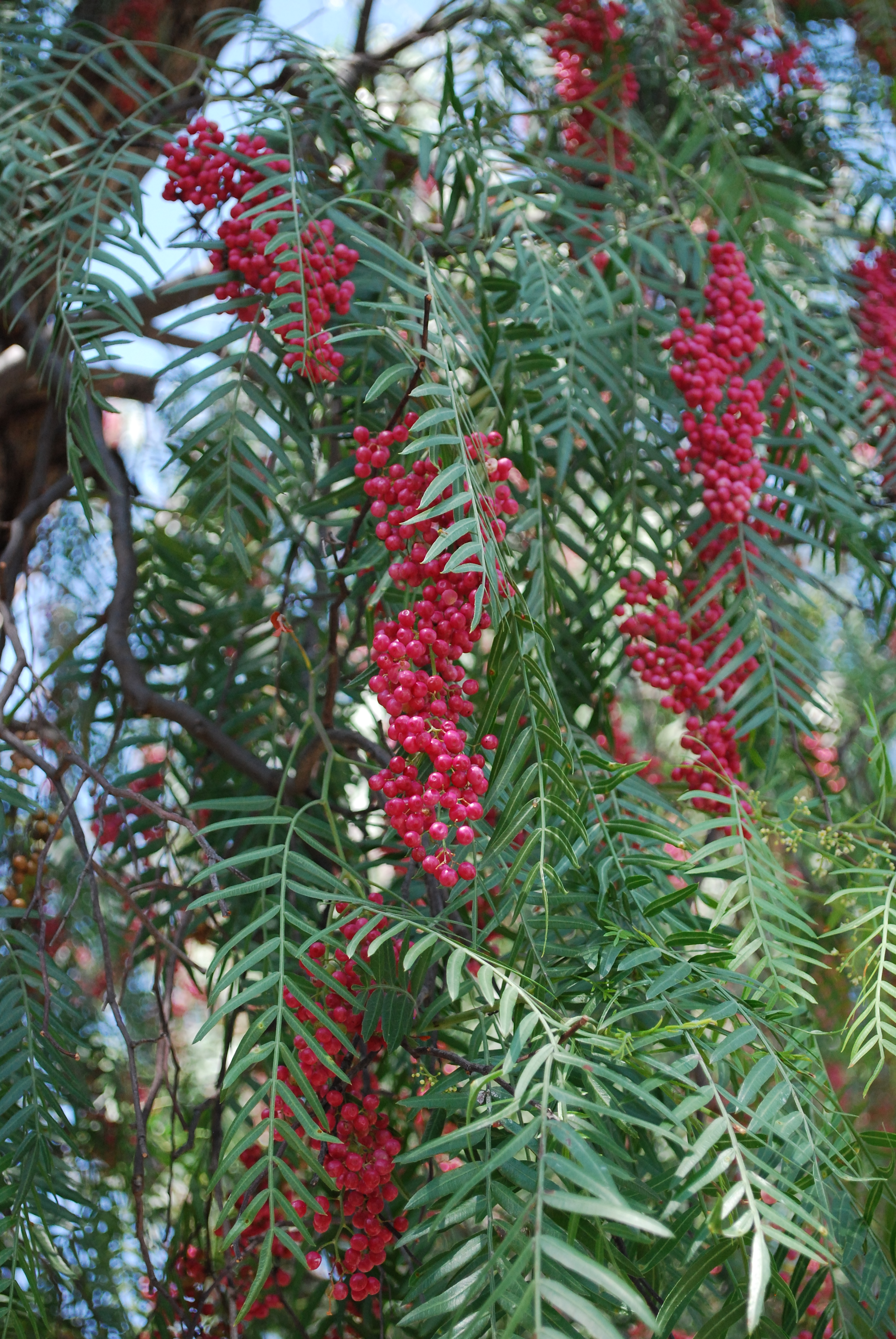
Molle (Schinus molle)

1. Clima de Yunga marítima  : Es semicálido y seco, con escasas precipitaciones estacionales de verano, y se caracteriza por la presencia del sol en casi todo el año.
2. Clima de Yunga fluvial : Es subtropical húmedo con lluvias todo el año, especialmente en verano (más de 1000 mm anuales).

- Flora: Destacan el carrizo, la tara, la cabuya, el huarango, el boliche, la retama, el molle, la pitahaya, etc. En las faldas de los cerros crecen cactáceas columnares, las achupallas, la sábila, champiñones el maguey y el mito. Se cultivan bastantes arbustos frutales como la palta, la lúcuma, la chirimoya, la guayaba, la ciruela, etc. y otras especies como la cascarilla o quinina, etc.
  1. Flora Yunga marítima: La vegetación típica es el molle, las cactáceas y el palo santo.
  2. Flora Yunga fluvial: Debido a las precipitaciones existe una abundante vegetación y muy variada, entre ellas podemos encontrar a los musgos, helechos y orquídeas.
- Fauna:

1. Fauna de Yunga marítima  : palomas, tórtolas, picaflor, insectos transmisores del paludismo y uta, ciempiés, culebras, víboras, lagartijas, chaucato, taurigaray, zorros, vizcachas, puma.
2. Fauna de Yunga fluvial : tigrillos, zorros, vizcachas, Oso de anteojos, Puma, etc.

- Ciudades: Entre sus principales ciudades está Tacna, Moquegua y Caravelí en la zona marítima y Huánuco, Oxapampa,
- Fauna: Presenta animales como pumas, osos de anteojos y venados de cola blanca.

## Quechua
- Definición:  La región [quechua] está situada entre los 2300–3500 m s. n. m. Aproximadamente, sobre ambos flancos andinos de la cordillera de los andes, y es la región con mayor población en los Andes.
- Toponimia:  Su nombre significa «tierras de climas templados» y por ser una región de clima templado, que se encuentra ubicada a ambos lados de la cordillera de los Andes peruanos, el nombre de esta región proviene de la voz: quechua, qichwa, keswa, quichua, queshua que quiere decir templado, frío por su clima.

- Relieve: Está conformado por muchas montañas de suave pendiente y por los valles interandinos, que poseen tierras muy buenas para la agricultura.Valle del Vilcanota, entre Pisac y Ollantaytambo.
- Clima: Clima sumamente variado, desde templado a templado frío dependiendo de la altitud, latitud y época del año. Las lluvias se presentan con mayor intensidad desde octubre a mayo. En el norte y oriente la región quechua presenta un clima subhúmedo y con mayor número de precipitaciones. La zona sur presenta un clima semiárido con mucha diferencia de temperatura entre el día y la noche. Como también templado propicio para la salud humana con notables diferencia de temperatura entre el día y la noche, el sol y la sombra.  - Los días son calurosos al sol y templados a la sombra; pero las noches son frescas.  - La temperatura media anual fluctúa entre 11 y 16 °C; las máximas entre 22 °C. y 29 °C y las mínimas entre 7 °C. y 4 °C.  - Lluvias abundantes entre diciembre y marzo.
- Flora: El árbol característico es el aliso o lambrán, usado en carpintería. Otras especies son: la gongapa, la arracacha, el Yacón, la ñuña, el pashullo, el maíz (más de cien variedades), la calabaza, la granadilla, el tomate, la papaya y la tuna rayuela, caigua, llacón, numia, pushullo, shupe, el aliso.
- Fauna: Vizcachas, halcones, águilas, zorros, puma, huashuas, ovinos, camélidos sudamericanos, la taruka y la zarigüeya, aves como las perdices, las palomas, las tórtolas, el zorzal gris, etc.
- Ciudades: Las más grandes son: Arequipa, Huancayo, Cusco, Cajamarca, Ayacucho, Huaraz, Abancay y Chachapoyas.

## Suni
- Definición: La región Suni es, según Javier Pulgar Vidal, una región de los Andes que se ubica entre los 3,500 y los 4,000 m s. n. m.
- Toponimia: Del quechua "largo y ancho".
- Relieve: En esta zona el índice de pluviosidad es muy alto, las temperaturas son más rigurosas, con grandes oscilaciones térmicas entre el día y la noche y cuenta con ondulaciones leves y valles.

- Clima: Es frío con temperatura anual promedio de 9 °C, seco durante los meses de mayo a octubre, precipitaciones desde octubre a abril. Puede producirse algunas heladas entre junio, julio y agosto. En la sierra norte, la región Suni se denomina Jalca, presentando allí mayores precipitaciones, lo que la asemeja con el páramo.

- Flora: Crecen el saúco, la cantuta, cola de zorro, wiñay-wayna (quechua, "juventud eterna", una variedad de orquídea), Quinua, cañihua, tarhui (una variedad de lupino), oca y olluco. Abunda una gramínea que se cultiva y que permitió la domesticación del cuy en grandes proporciones.

- Fauna: Entre los animales silvestres y salvajes el puma, águila, venado cola blanca, taruca, zorro. Entre los domésticos el cuy y los auquénidos como la llama y la alpaca.
- Ciudades: Las más grandes están cerca del Lago Titicaca y son: Juliaca, Puno, además de otras en el centro del país como Huancavelica.

## Puna
Artículo principal: Puna del Perú

La Puna es la región más alta que no está permanentemente congelada. 
- Definición: La Región Puna se encuentra situada entre los 4000 y los 4800 m s. n. m.
- Toponimia: Puna significa en quechua soroche o mal de altura. El relieve de esta región es diverso conformado en su mayor parte por mesetas andinas en cuya amplitud se localizan numerosos lagos y lagunas. Debido a esto se dice que es el piso altitudinal de las mesetas y lagunas andinas.

- Relieve: Se muestra escarpado y otras plano u ondulado.

Entre las mesetas más importantes de esta región y del país tenemos la Meseta del Collao, que se encuentra ubicada entre la Cordillera Volcánica y la Cordillera de Carabaya; y la Meseta de Junín o Bombón ubicada en el Nudo de Pasco Cadenas Occidental y Central de los Andes Centrales. También podemos encontrar mesetas de pie de monte, las cuales se encuentran situadas en la base de cadenas de montañas, como el de Castrovirreyna (Huancavelica) y de Parinacochas (sur de Ayacucho).
- Clima: El clima de la región Puna se caracteriza por ser frígido, es decir, muy frío pero con un promedio que está por encima de la congelación. La temperatura media anual fluctúa entre los 0 y 7 °C. Asimismo la temperatura mínima varía entre -9 y -25 °C, durante la noche, que fue la más baja registrada en el Perú, mientras que la temperatura máxima ha llegado a 20 °C durante el día. El clima es subhúmedo, observándose frecuentes precipitaciones durante los meses de diciembre a marzo. Estas precipitaciones se manifiestan en estado sólido a partir de los 4200 m s. n. m. como nieve o granizo.

El atmósfera de esta región se caracteriza por la ausencia de humedad siendo casi seco, lo que produce que a los forasteros se les resquebraje la piel. Las personas que visitan estas regiones sufren el efecto del soroche que se manifiesta en dolores de cabeza, náuseas, vómitos y mareos, todo esto debido al enrarecimiento del oxígeno en el aire que se respira.
- Flora: La vegetación silvestre típica de esta región es el ichu, que tiene múltiples usos y la Puya Raimondi. Entre las plantas domésticas mejor adaptadas a las condiciones geográficas y climatológicas tenemos la papa amarga o mashua y la cebada; ambas, de poco cultivo.

- Fauna: La Fauna típica de esta región lo constituyen los auquénidos como la llama y la alpaca, destacando como la ganadería de mayor importancia del poblador de dicha región, también la cría de vacunos y ovinos. Entre los silvestres están la vicuña, la taruca y el cóndor.
- Ciudades: La más grande es Cerro de Pasco.

## Janca o Cordillera
La zona Janca o Cordillera es la designación que le da el geógrafo Javier Pulgar Vidal a la zona más alta de los Andes, sobre los 4,800 m s. n. m., donde se hallan las nieves perpetuas. Se caracteriza por sus pisos escarpados y lo difícil de su geografía impide la existencia continuada del ser humano, pero sí una movilización continua de gente, gracias a la cosmovisión del ser humano andino a partir de antaño de considerarlos como el dominio sagrado de los muertos y de los espíritus de la tierra.
- Definición: Se localiza desde los 4,800 hasta los 6,746 m s. n. m. (altura del Huascarán).
- Toponimia: Janca significa en aimara "blanco" y en quechua, 'maíz blanco' y ambas hacen referencia al color blanco de los glaciares y al frío gélido.

- Relieve:  La región Janca presenta un relieve abrupto y montañas escarpadas, rocoso; cubierto en grandes sectores por nieve y glaciares, son enormes bloques de nieve que se suspenden sobre Rocas eruptivas (diorita, grano diorita y la Cuarcita). Estas Rocas, principalmente en los muros escarpados, sin la protección de los glaciares, sometidas a procesos de erosión (por Intemperismo), se cuartean. Muchos pedazos se desprenden de la roca madre. (Punto más elevado al nevado del Huascarán con 6 746m - Cordillera Blanca - Ancash).

- Clima: Posee un clima muy frío – gélido – glacido durante todo el año, en el día y en la noche. Hielo y nieve persistente.  - Es muy frío – gélido – glacido durante todo el año, en el día y en la noche.  - Hielo y nieve persistente.  - Hay constantes precipitaciones sólidas (nieve y granizo),  - La atmósfera es muy seca; el aire muy transparente; la presión atmosférica es muy baja.  - La temperatura máxima fluctúa entre 8 °C. y 15 °C; la mínima entre –3 °C. y – 8 °C.

- Flora: Su flora está conformada por el musgo y líquenes principalmente y la yareta.

- Fauna: En su fauna destaca la presencia del cóndor pero solo como habitante ocasional. El cóndor, la vizcacha, la chinchilla, la vicuña y alpacas machos. .Ninguna especie vive en esta región en forma permanente.
- Ciudades: La más grande es La Rinconada, en el departamento de Puno, siendo la más alta del mundo.

## Selva Alta o Rupa Rupa
El nombre indígena de rupa rupa desea mencionar caliente o ardiente, como alusión a las más grandes temperaturas que aquí ocurren comparativamente con la yunga o selva nublada andina.
- Definición: La selva alta está ubicada entre las altitudes de  400 y 1000 m s. n. m. en el sector oriental de los andes (ocasionalmente se menciona que se extiende hasta 1500 m s. n. m.).
- Toponimia: Rupa Rupa proviene del Runa Shimi: ardiente, caliente.
- Relieve: Su relieve es complejo, conformado por los valles amazónicos, pongos, cataratas, cavernas y montañas escarpadas.
- Clima: Tiene un clima tropical, húmedo y caliente. Esta región es considerada como la más lluviosa del Perú. En algunas zonas, se pueden llegar a oír truenos.
- Flora: La flora es muy variada en esta región, posee especies como el árbol del pan, el caucho débil, la palma de aceite, el bombonaje de yarina, el tamishe, el torourco, el aguaje, el hoju y el palo de balsa.
- Fauna: Su fauna es diversa destacando el Rupicola peruvianus o tunqui, considerado el ave nacional, otorongo Panthera onca, sajinos, guacamayos, serpientes, caimán, tortuga motelo, quirquincho o armadillo, reptiles, peces, mamíferos, aves e insectos. Entre los más representativos tenemos a los jaguares, perezosos, monos, manatíes, entre otras especies.
- Ciudades: Jaén, La Merced, Tingo María y Moyobamba.

## Selva Baja u Omagua
El término Omagua desea mencionar 'zona de los peces de agua dulce', gracias a la rica fauna fluvial que está en sus caudalosos ríos. 
- Definición: Región de la llanura amazónica que se encuentra ubicado de 80 m s. n. m. (altura del río Amazonas en la frontera con Brasil) a 400 m s. n. m.
- Relieve: Se encuentra conformado por la llanura amazónica. Entre las principales geoformas destacan las tahuampas o aguajales
- Clima: Tropical. Es la región más calurosa y húmeda del Perú, presenta lluvia continuamente.
- Flora: Vegetación de selva tropical y de inundación, destacando árboles como caoba, cedro, tornillo, lupuna, etc.
- Fauna: Es muy variada mamíferos (mono choro, maquisapa, nutria, oso hormiguero, otorongo, perezoso, sajino,etc.). Aves (garza blanca, guacamayo, tucán, perico). Reptiles (boa, camaleón, charapa y yacaré). Peces (lisa, bagre, paiches).
- Ciudades: Iquitos, Pucallpa, Tarapoto, Puerto Maldonado, Contamana y Yurimaguas.

Es la región más extensa y pantanosa del Perú, presenta un paisaje sumamente inhóspito, donde se guarda un enorme potencial económico para el desarrollo de nuestro país. En esta región hay ríos navegables y el hombre explota la madera, el petróleo y el gas natural.